# Hungarian Wax
Hungarian wax è una cultivar di peperoncino della specie Capsicum annuum originaria dell'Ungheria. La sua piccantezza, espressa nella scala Scoville, varia da 1 000 a 15 000 unità.

## Caratteristiche
Questo peperoncino misura 10-15 cm di lunghezza e si assottiglia fino ad arrotondarsi in punta. Raggiunta la maturazione il peperone diventa di colore arancione e poi rosso. Viene solitamente raccolto prima della maturazione, quando è ancora giallo.
Sebbene simile nell'aspetto ai banana peppers quando è acerbo, appartiene una cultivar diversa.
A causa della facilità di coltivazione e della produttività della pianta, molti giardinieri domestici le mettono in salamoia intere o tagliate ad anelli.